# Przemysław Czapliński

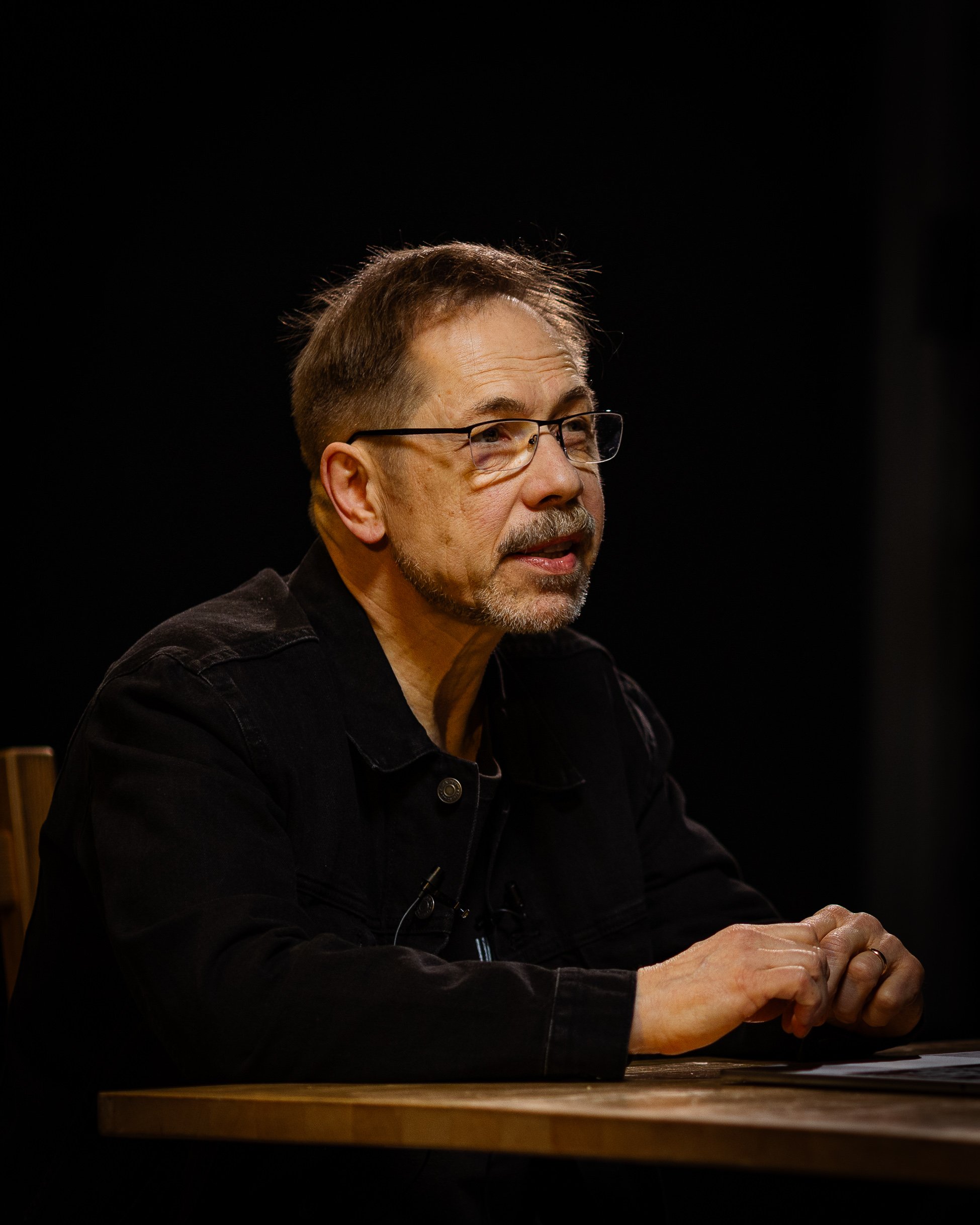
Przemysław Czapliński (2025)

Przemysław Czapliński (* 6. November 1962 in Posen) ist ein polnischer Literaturhistoriker, Literaturkritiker und Essayist. In seinen wissenschaftlichen Untersuchungen beschäftigt er sich vorwiegend mit der polnischen Prosa des 20. Jahrhunderts.

## Leben
Czapliński besuchte das Gymnasium in Posen und legte dort 1981 das Abitur ab. Anschließend studierte er Polonistik sowie für vier Semester Kunstgeschichte und Philosophie an der Adam-Mickiewicz-Universität. Nachdem er 1986 den Magister erworben hatte, wurde er als wissenschaftlicher Assistent am dortigen Institut für Polnische Philologie angestellt. Er debütierte mit dem Artikel Powieści Stanisława Ignacego Witkiewicza wobec teorii czystej formy, der 1988 im Pamiętnik Literacki erschien. Er promovierte 1992 mit der Arbeit Poetyka manifestu literackiego w dwudziestoleciu międzywojennym und wurde 1993 als wissenschaftlicher Mitarbeiter eingestellt. Mit der Arbeit Ślady przełomu. O prozie polskiej 1976–1996 habilitierte er und wurde 1998 als Professor an die Adam-Mickiewicz-Universität berufen. Er war Jurymitglied mehrerer Literaturpreise, so von 2008 bis 2010 beim Breslauer Lyrikpreis Silesius und von 2011 bis 2013 beim Nike-Literaturpreis. 
Er wohnt in Posen.

## Publikationen
- Tadeusz Konwicki, 1994
- Poetyka manifestu literackiego 1918–1939, 1997
- Ślady przełomu. O prozie polskiej 1976–1996, 1997
- Kontrapunkt. Rozmowy o książkach, 1999, mit Piotr Śliwiński
- Literatura polska 1976–1998. Przewodnik po prozie i poezji, 1999, mit Piotr Śliwiński
- Stefan Chwin, 2000
- Mikrologi ze śmiercią. Motywy tanatyczne we współczesnej literaturze polskiej, 2001
- Wzniosłe tęsknoty. Nostalgie w prozie lat dziewięćdziesiatych, 2001
- Ruchome marginesy. Szkice o literaturze lat 90, 2002
- Kalendarium życia literackiego 1976–2000. Wydarzenia, dyskusje, bilanse, 2003, mit Maciej Leciński, Eliza Szybowicz, Błażej Warkocki
- Świat podriobiony. Krytyka i literatura wobec nowej rzeczywistości, 2003
- Efekt bierności. Literatura w czasie normalnym, 2004
- Powrót centrali. Literatura w nowej rzeczywistości, 2007
- Polska do wymiany. Późna nowoczesność i nasze wielkie narracje, 2009
- Resztki nowoczesności. Dwa studia o literaturze i życiu, 2011
- Poruszona mapa. Wyobraźnia geograficzno-kulturowa polskiej literatury przełomu XX i XXI wieku, 2016

## Auszeichnungen
- 1998: Kościelski-Preis
- 2005: Kazimierz-Wyka-Preis
- 2014: Gloria-Artis-Silbermedaille für kulturelle Verdienste